# Gare d'Agematsu
La gare d'Agematsu (上松駅, Agematsu-eki) est une gare ferroviaire du bourg d'Agematsu, dans la préfecture de Nagano au Japon. La gare est exploitée par la compagnie JR Central.

## Situation ferroviaire
La gare d'Agematsu est située au point kilométrique (PK) 271,1 de la ligne principale Chūō.

## Histoire
La gare d'Agematsu a été inaugurée le 5 octobre 1910.

## Service des voyageurs

### Accueil
La gare dispose d'un bâtiment voyageurs, avec guichets, ouvert tous les jours.

### Desserte
- Ligne principale Chūō :
  - voies 1 et 2 : direction Nakatsugawa et Nagoya
  - voies 2 et 3 : direction Shiojiri, Matsumoto et Nagano